# Las Hurdes
Las Hurdes son una comarca histórica y natural española situada en el norte de la provincia de Cáceres, en Extremadura. No está constituida como comarca administrativa, si bien una serie de municipios de la zona ha formado la mancomunidad de Las Hurdes. Su gentilicio es «jurdano, -a» o «hurdano, -a».

## Geografía

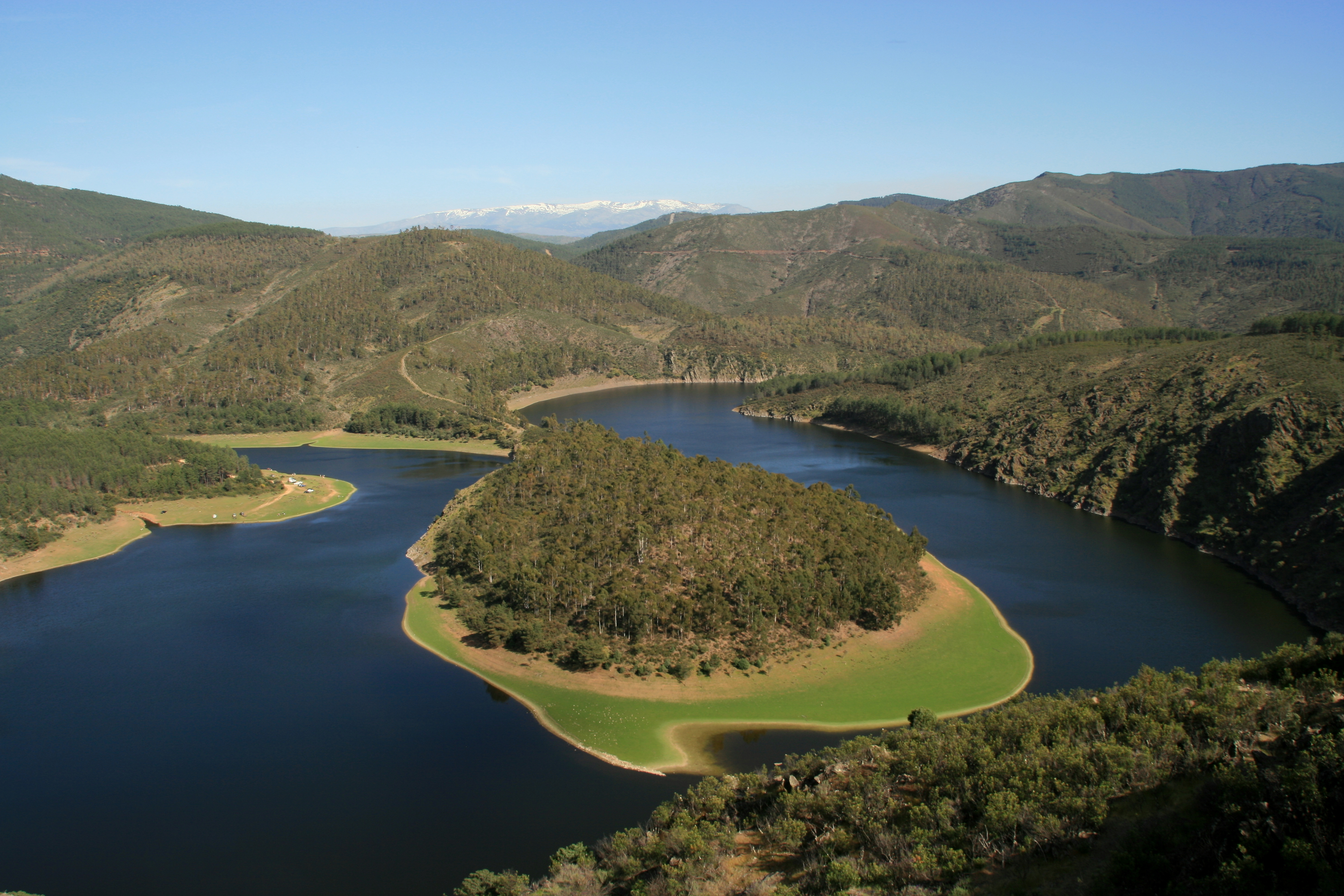
Meandro del Melero en el río Alagón, marcando el límite municipal entre Caminomorisco y Sotoserrano

Las Hurdes se sitúan en el norte de la provincia extremeña de Cáceres, en el límite con la de Salamanca. Se trata de un terreno montañoso de clima mediterráneo con influencia atlántica. La comarca limita con la sierra de Gata, las Tierras de Granadilla y la sierra de Francia (Salamanca). Forma parte de la llamada España húmeda.
Siete ríos riegan sus valles: el río Malo o Ladrillar, el río Batuecas, el Hurdano, el río Malvellido, el río Esperabán, el río Ovejuela y el río de Los Ángeles.
El pico más alto de la zona es el Ongiero o Mingorru, a 1622 m, pero se listan también otros destacados:
- Sierra de Corredera (Corredera 1468 m)
- Sierra del Horno (Arrobuey 1403 m)
- Sierra de la Granjera (Rongiero 1622 m)
- Sierra de las Mestas (Risco Gordo 1302 m)
- Lomo Carrascal (Travesero 1153 m)
- Lomo del Cordón (Cordón 1145 m)
- Sierra de la Jineta (Jineta 1136 m)
- Sierra de los Ángeles (Los Ángeles 1065 m)

### Organización territorial

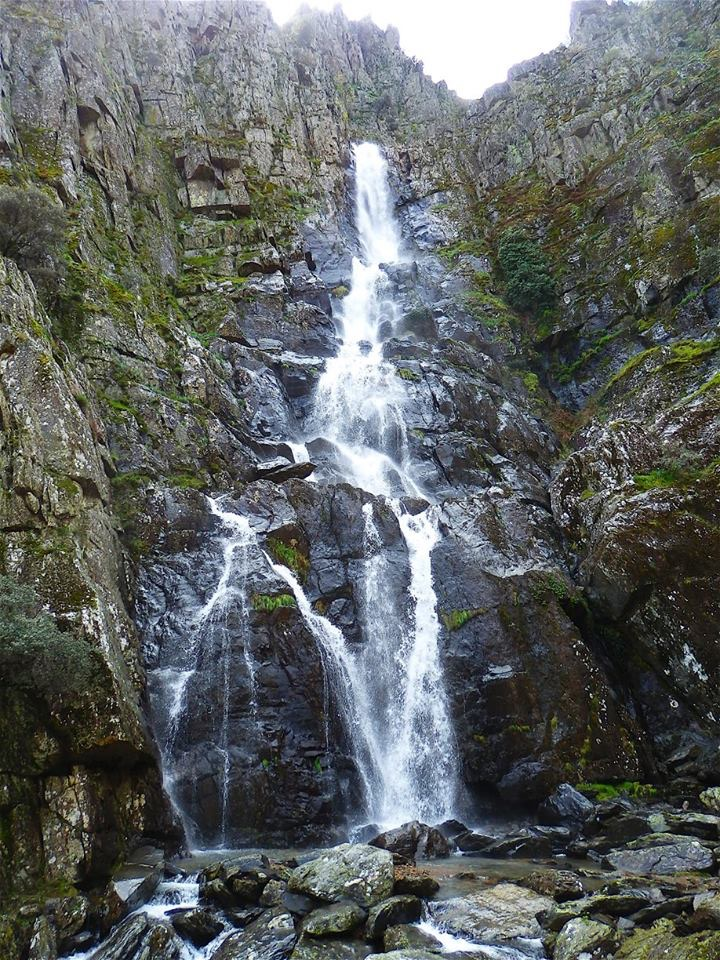
Chorro de la Miacera, El Gasco

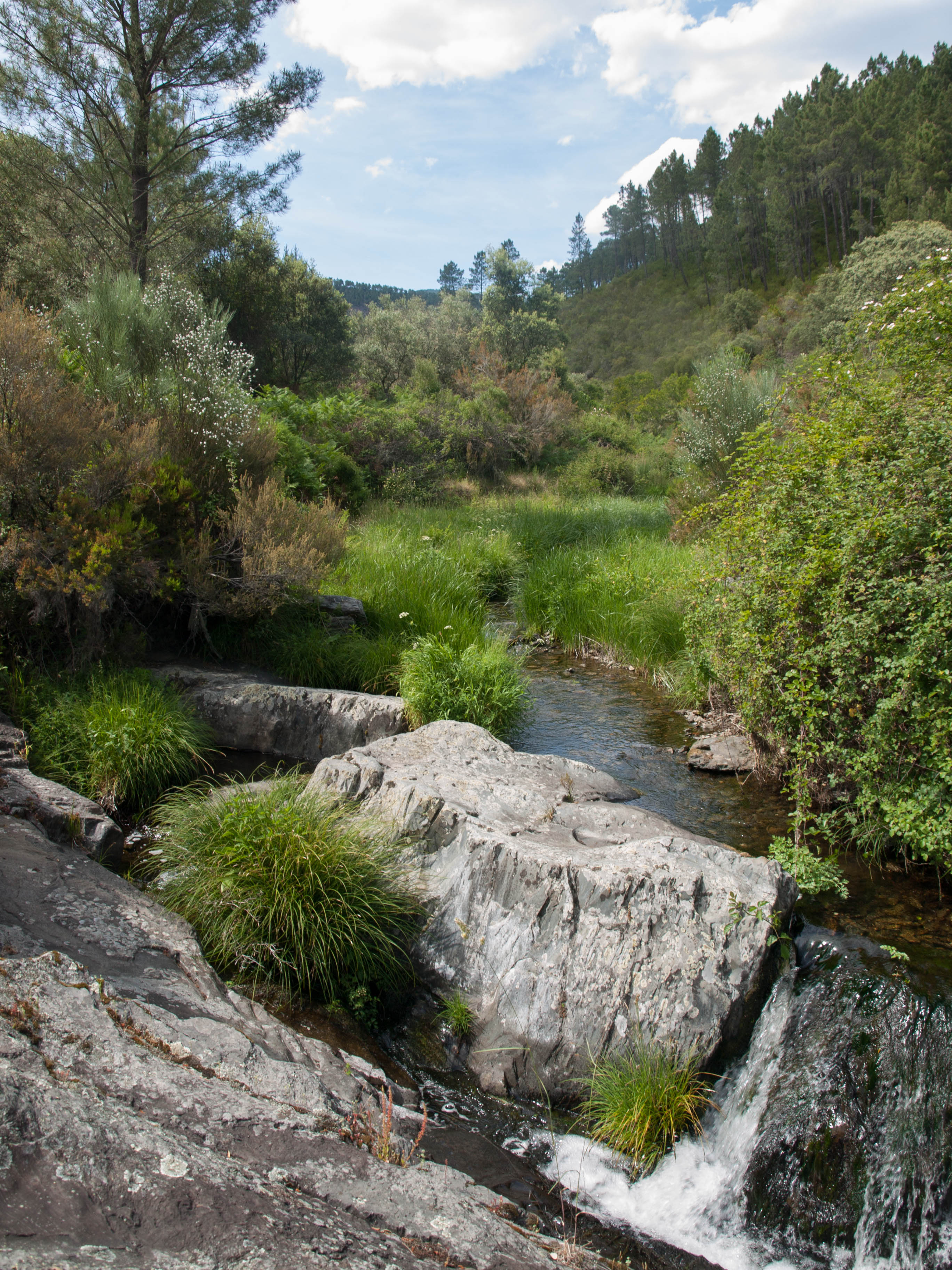
Arroyo cerca de Rubiaco, Nuñomoral

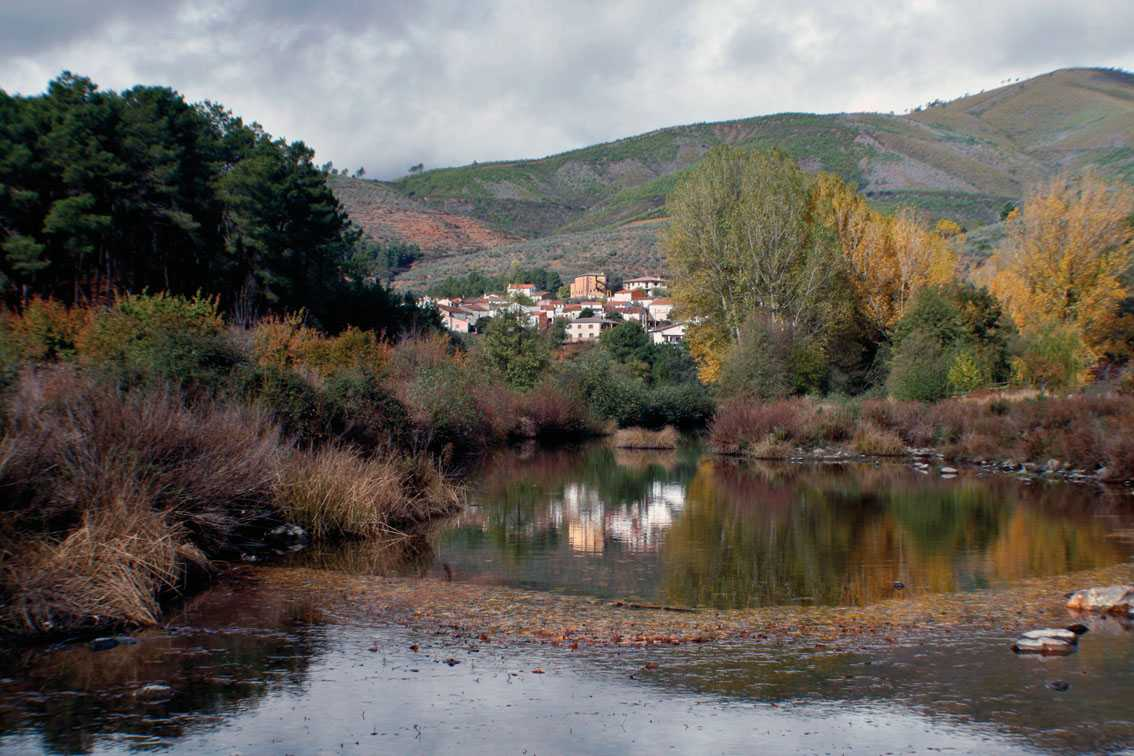
Sauceda en otoño

El poblamiento disperso de la comarca ha hecho que los municipios (tradicionalmente conocidos en la zona como concejos) estén formados por entidades locales menores que son conocidas con el nombre tradicional de alquerías. 
Caminomorisco
- Aceña
- Arrocerezo
- Arrofranco
- Arrolobos
- Cambrón
- Cambroncino
- Caminomorisco
- Dehesilla
- Huerta
- Riomalo de Abajo

Casares de las Hurdes
- Carabusino
- Casares de las Hurdes
- Casarrubia
- Heras
- Huetre
- Robledo

Ladrillar
- Cabezo
- Ladrillar
- Las Mestas
- Riomalo de Arriba

Nuñomoral
- Aceitunilla
- Asegur
- Batuequilla
- Cerezal
- La Fragosa
- El Gasco
- La Horcajada
- Martilandrán
- Nuñomoral
- Rubiaco
- Vegas de Coria

Pinofranqueado
- Aldehuela
- Avellanar
- Castillo
- Erías
- Horcajo
- Mesegal
- Muela
- Ovejuela
- Pinofranqueado
- Robledo
- Sauceda

Casar de Palomero
(Históricamente no perteneciente a la comarca, constituye junto con el resto de concejos la mancomunidad de Las Hurdes)
- Azabal
- Casar de Palomero
- Ribera Oveja
- Pedro-Muñoz

## Historia

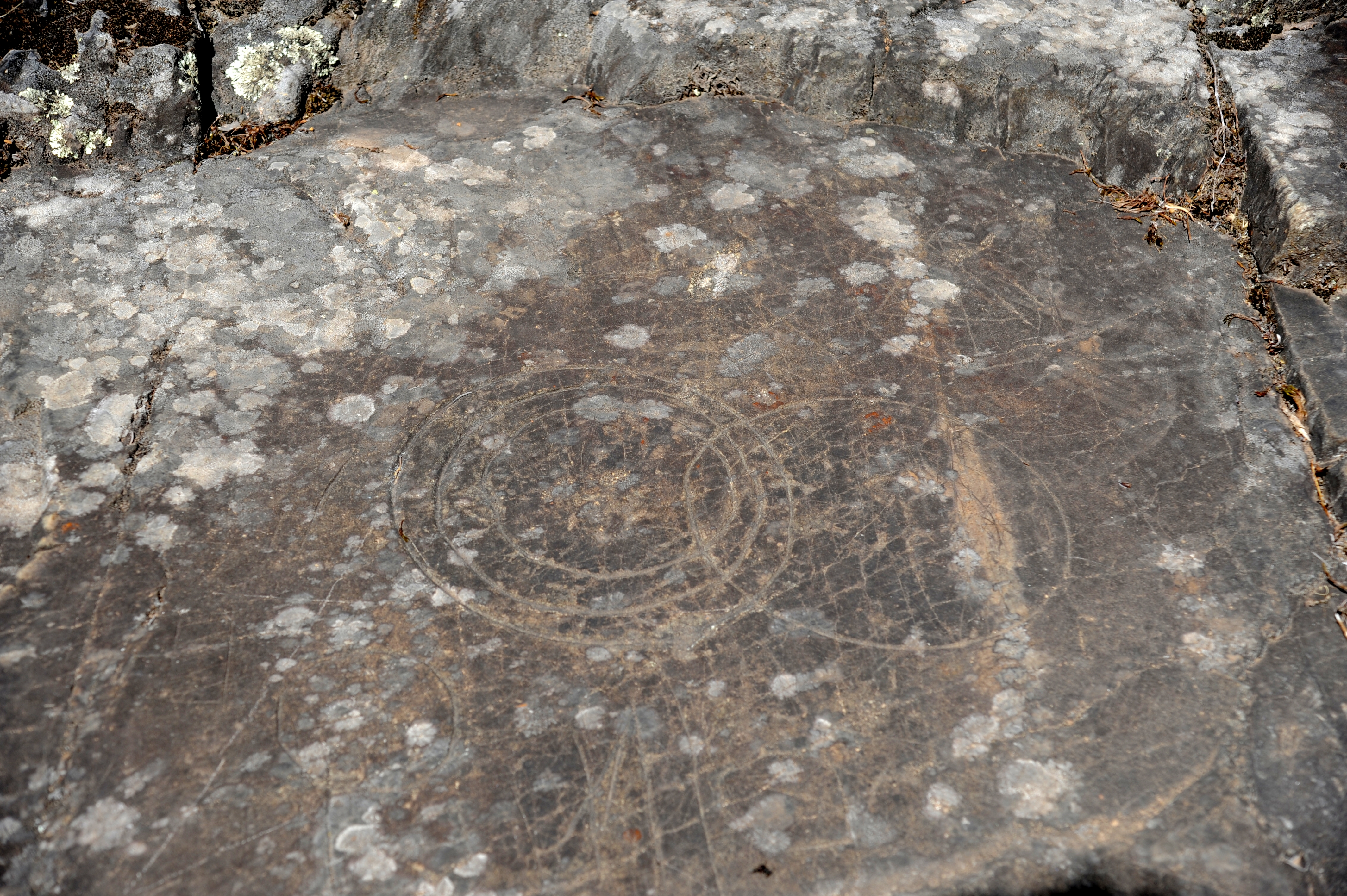
Petroglifos en Aceitunilla

### Prehistoria
Los primeros datos sobre la actividad humana en la comarca se remontan al Calcolítico. A esta época pertenecen los grabados rupestres —o petroglifos— más antiguos de un conjunto de arte prehistórico que abarca un arco temporal comprendido entre el 4000 a. C. y la época Romana. Si, en cambio, se tienen en cuenta las representaciones de pintura esquemática de las Batuecas, en las proximidades de Las Mestas, los primeros vestigios de poblamiento pueden retrotraerse al 8.000 a. C. La ocupación de Las Hurdes debió de ser, sin embargo, intermitente y no dio lugar a núcleos habitados relevantes, que tampoco han conocido un desarrollo en épocas más recientes. El ídolo-estela de El Cerezal, actualmente en el Museo de Cáceres, es el testimonio más destacado de la Prehistoria hurdana.

### Época romana y árabe
La romanización se engloba dentro de la provincia de Lusitania, si bien las evidencias arqueológicas de este periodo son meramente testimoniales. Con la invasión árabe, probablemente Las Hurdes se vieron despobladas, si bien la leyenda recogida por Lope de Vega en una de sus obras, Las Batuecas del duque de Alba, habla de grupos humanos aislados descendientes de los godos a finales del siglo XVII. Más allá de las elucubraciones del escritor, los primeros testimonios escritos sobre algunas alquerías se remontan a finales del siglo XII, citándose los nombres de «Riomalo», Batuecas, «Mestas» y «Ovejuela». El pastoreo de cabras introduciría nuevamente al hombre en estas tierras y la estabilización de algunas majadas daría lugar a las primeras alquerías estables.

### Integración en La Alberca
En 1289, la dehesa de Jurde es cedida por la villa de Granadilla a La Alberca, la dependencia a la villa salmantina que se prolongaría durante siglos para más de la mitad de la comarca, la dependiente del concejo de Nuñomoral. En el siglo XVI se estableció un censo enfiteútico sobre los habitantes de Las Hurdes. Es también en esta época cuando comienza a forjarse un especial estereotipo sobre la rusticidad de Las Hurdes. Surge entonces una etnografía comparativa que, en el debate sobre la humanidad de los indios recién "descubiertos" en América, utiliza a los habitantes de distintas regiones aisladas de la península ibérica -entre las que se encuentran Las Hurdes y Las Batuecas- como prueba de que el salvajismo también se encuentra presente en Europa. Una leyenda negra sobre el territorio empieza a cobrar fuerza y es, en ese contexto, cuando Lope de Vega escribe su obra de teatro. La fascinación suscitada por dicha obra, Las Batuecas del duque de Alba (escrita probablemente entre 1598 y 1600), hace que su argumento rápidamente sea entendido como verídico y, por tanto, histórico.

### SiglosXIXyXX

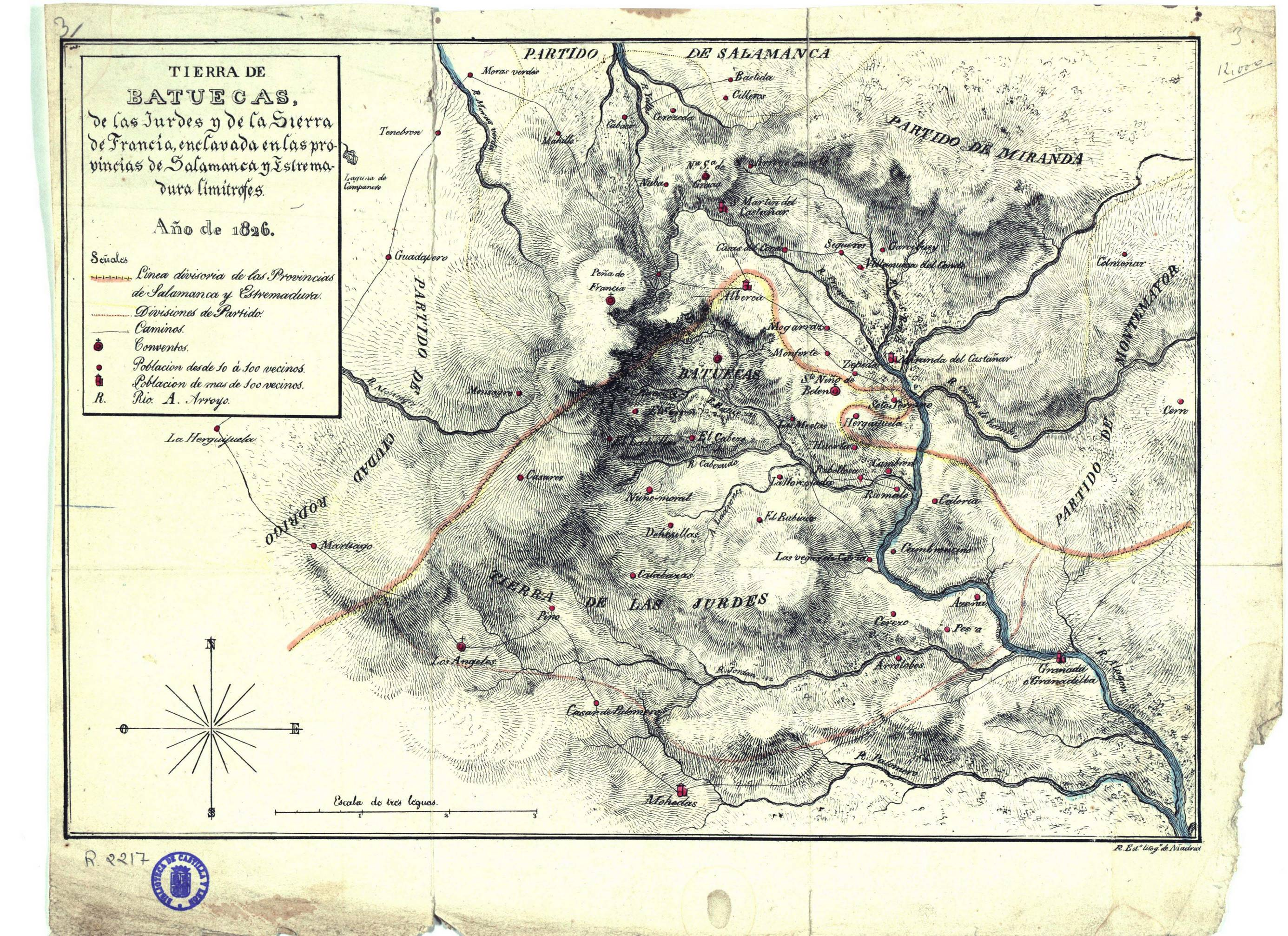
Mapa de las Hurdes, las Batuecas y la sierra de Francia (1826)

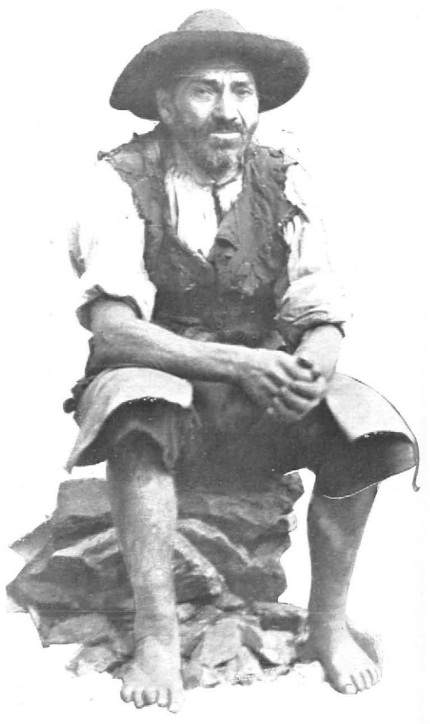
Tipo de las Jurdes, fotografiado por Venancio Gombau

Ya en el siglo XIX, tras separarse administrativamente de La Alberca, con la división provincial de Javier de Burgos, en 1833, los visitantes ilustres de la comarca, que es también un lugar para desterrados, empiezan a crecer. El doctor Bide, en 1892, tras viajar por Las Hurdes, presenta un informe en el Boletín de la Sociedad Geográfica de Madrid, en el que denuncia las difíciles condiciones de vida de los hurdanos. La Sociedad «Esperanza de Las Hurdes», dirigida por Francisco Jarrín, obispo de Plasencia, inicia obras caritativas en la comarca, que tienen su punto álgido con el I Congreso Nacional de Hurdanos y hurdanófilos, celebrado en 1908. En 1904, el poeta José María Gabriel y Galán compone «La Jurdana» y «A Su Majestad el Rey» subrayando la miseria existente. En 1913, Unamuno dedica un capítulo de Andanzas y visiones españolas a Las Hurdes, denunciando aún más las condiciones sanitarias de sus habitantes. Posteriores informes de los doctores Gregorio Marañón, Goyales y Bardají, que más tarde será subsecretario de Sanidad, hacen que Alfonso XIII se decida a conocer la comarca en 1922. Tras la visita real surgen iniciativas para promocionar el desarrollo hurdano, primando el factor asistencial. Las Hurdes, no obstante, pasan a convertirse en el paradigma del atraso del medio rural en España, a raíz de la película Las Hurdes, tierra sin pan, que Luis Buñuel realizó en 1932 y en la que se denunciaba la dura situación de la comarca.

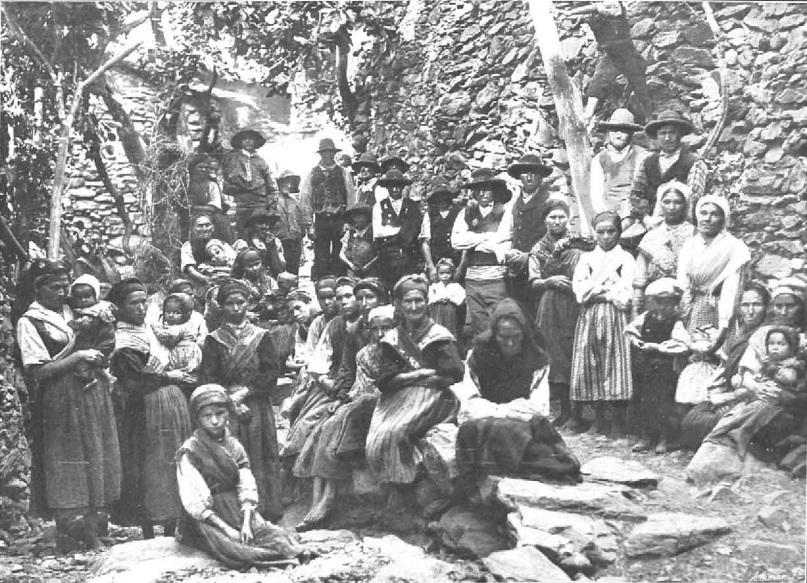
Grupo de jurdanos fotografiado por Venancio Gombau (La Ilustración Española y Americana, 1908)

Tras la Guerra Civil, el dictador Francisco Franco pone en marcha un plan para la comarca cuya base es la repoblación forestal de grandes masas de pinares. Los jornales que estos trabajos proporcionan a los hurdanos ayudan a paliar el hambre y frenan la emigración pero acaban con un ecosistema propicio para el pastoreo y la apicultura, los dos principales sectores de la economía hurdana. En 1976, se produce un nuevo intento de desarrollo, el Plan Hurdes de Manuel Fraga. Pese a la buena acogida entre los hurdanos no tarda en descubrirse el poco efecto en la comarca. Crece, como nunca, la despoblación y los incendios forestales arrasan Las Hurdes. En 1988, el II Congreso Nacional de Hurdanos y Hurdanófilos, organizado por AS-Hurdes, demanda mayor participación de los hurdanos en las políticas que afectan directamente a la comarca. El congreso cuenta con la participación de especialistas de renombre pero, en líneas generales, el nivel de sus participantes es claramente inferior al de 1908.
En la década de 1990 el turismo crece en Las Hurdes y se consolida como una nueva fuente de ingresos. La visita real de 1998 trata de ser utilizada por los hurdanos para dar una imagen de normalidad, pero a su vez para ofrecer a la sociedad un lugar con características singulares. Los planes de desarrollo rural, con fondos FEDER, que, poco después, apuestan por el turismo consiguen que el turismo se consolide como gran fuente de ingresos en la comarca junto con la apicultura y el olivar.

### SigloXXI

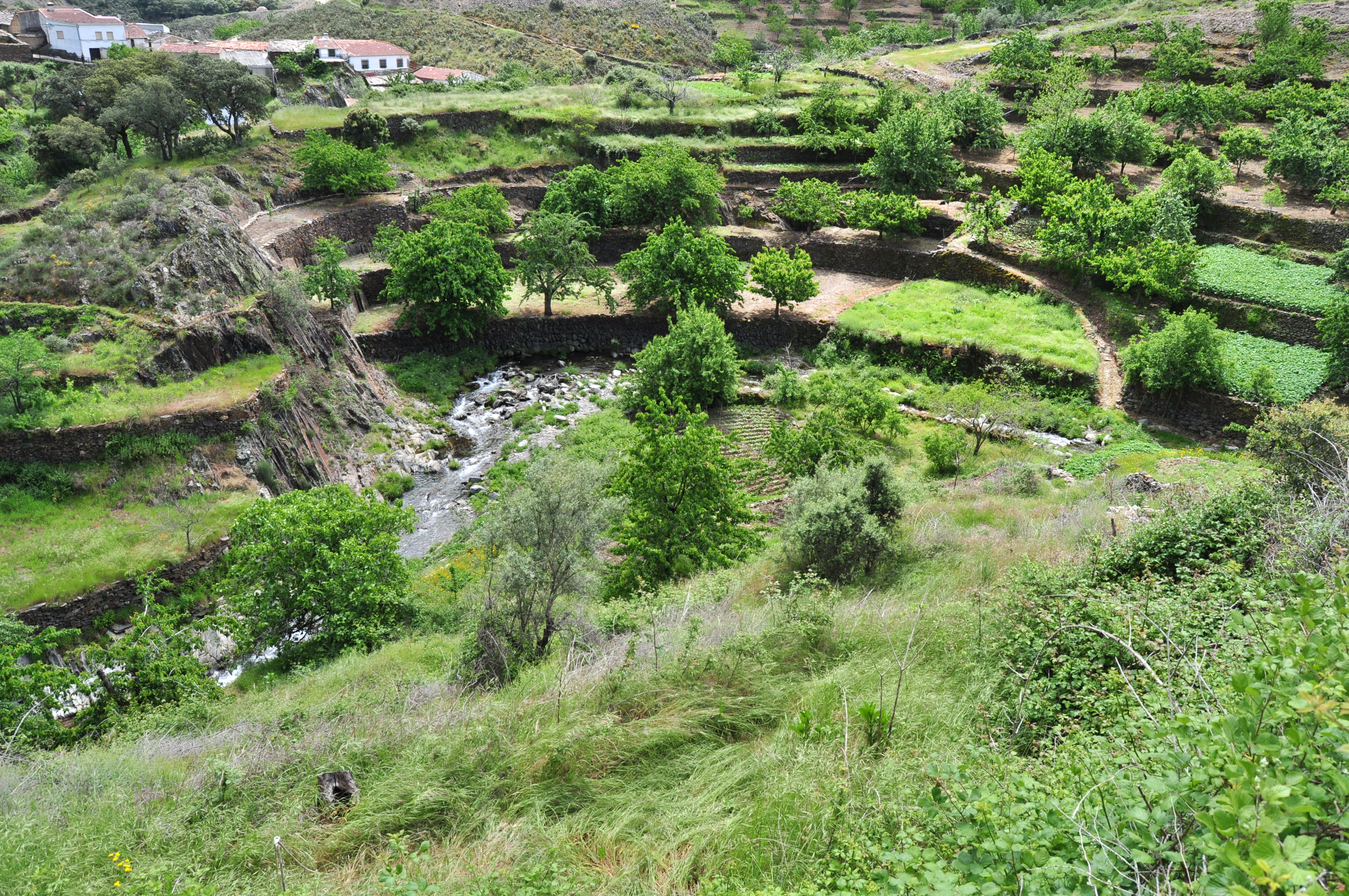
Cultivos en terrazas junto al Hurdano en Casarrubia

Pese a todo, la situación actual de Las Hurdes sigue siendo difícil y la pérdida y el envejecimiento de la población su principal lastre. Los municipios de Caminomorisco y Pinofranqueado han conocido cierto desarrollo pero en Nuñomoral, Casares de las Hurdes y Ladrillar la recesión es muy fuerte.

## Cultura

### Folclore

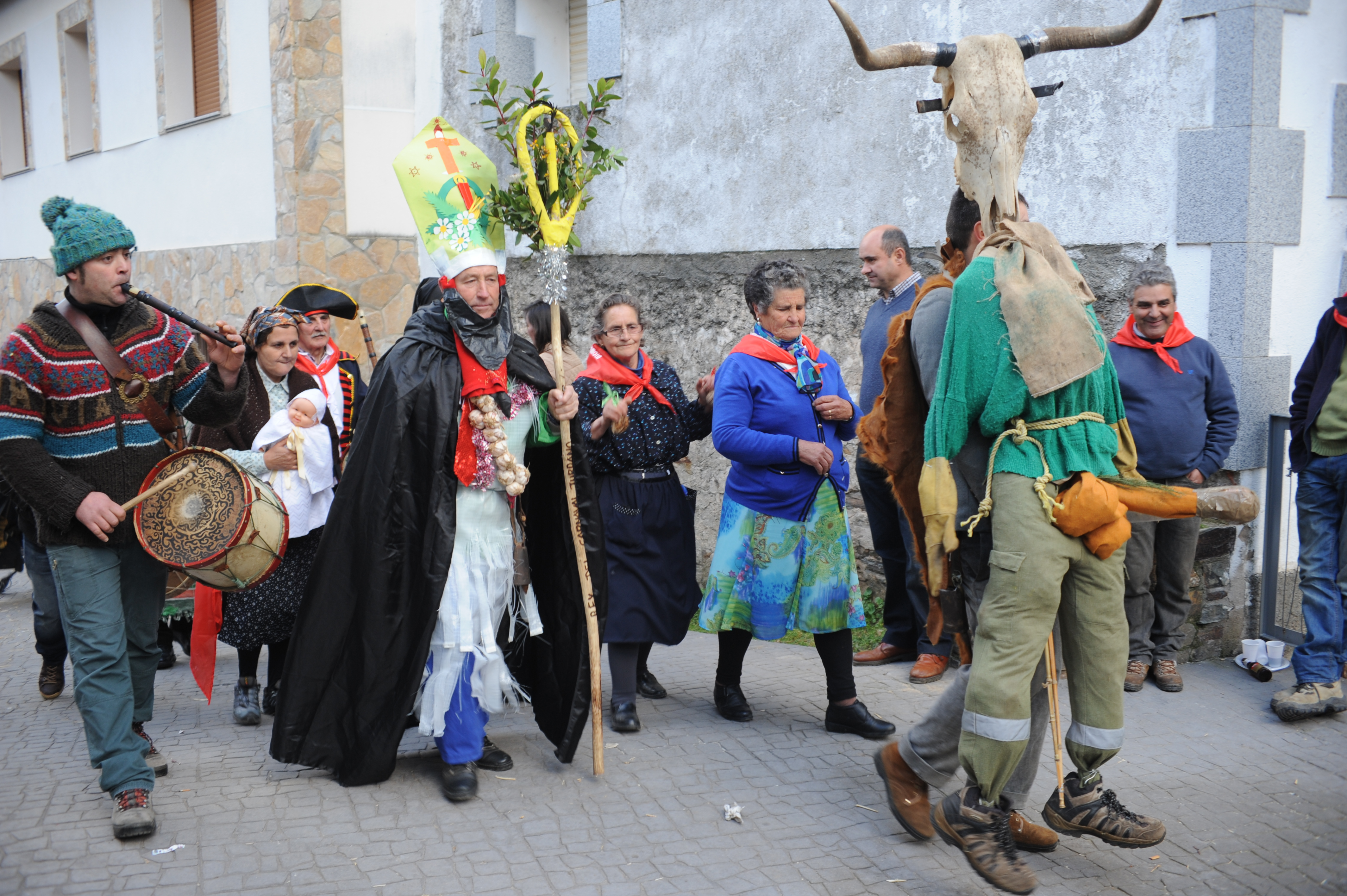
Escena del carnaval jurdano

Al igual que en la mayoría de las comarcas del noroeste de la provincia de Cáceres, Las Hurdes conserva toda su herencia cultural cántabro-asturleonesa, entre cuyos rasgos más característicos se encuentra el idioma extremeño, derivado del asturleonés.
De un carácter especial es el Carnaval Jurdanu de Las Hurdes, poblado de seres fabulosos, el burru antrueju, el machu lanú, el obispu jurdanu, los mozus del guinaldu... unidos a un rico folclore, a la arquitectura vernácula y a la naturaleza en el despertar de la primavera.

### Arquitectura vernácula

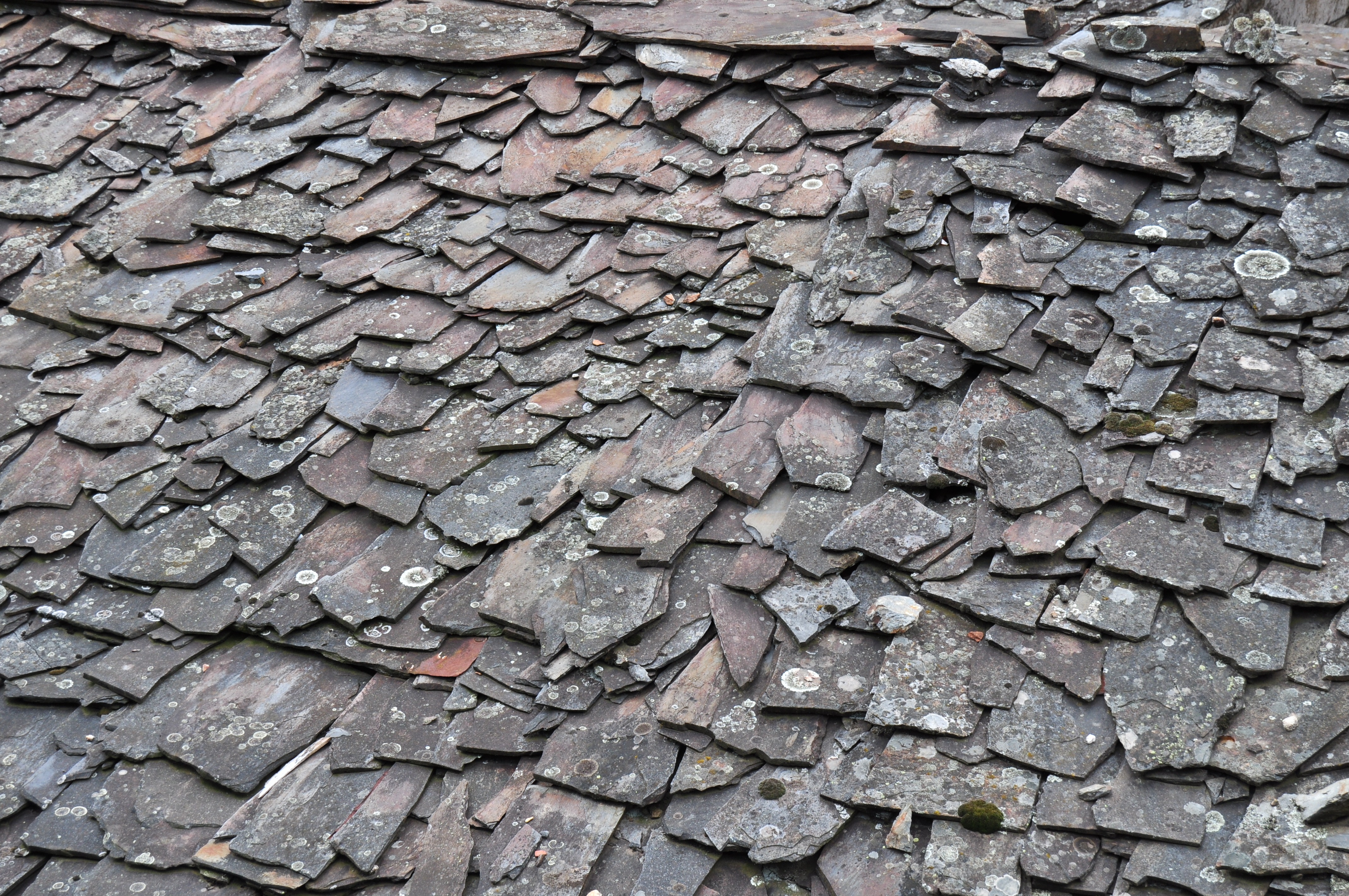
Tejado en Riomalo de Arriba

En muchas de las alquerías se puede todavía encontrar buenas muestras de las casas hurdanas construidas enteramente con piedra de pizarra y cubiertas con lajas de pizarra. Estas viviendas están emparentadas con la palloza del noroeste peninsular. Su origen es prerromano, presumiblemente celta con similitudes en las edificaciones de la cultura castreña. Son muchos los que abogan porque se conserven estas construcciones tan características y no se destruyan, de modo que sean declarados estos núcleos antiguos como Bien de Interés Cultural.

### Arte rupestre
En la comarca de Las Hurdes existen numerosos yacimientos de arte rupestre, los petroglifos, que son una serie de grabados al aire libre que, por su número y características singulares, han conformado un núcleo uniforme y con personalidad propia dentro del arte rupestre post-paleolítico de la península ibérica. Se trata de conjuntos localizados por lo general en afloramientos rocosos ubicados a media ladera sobre el cauce de un río o arroyo. Los motivos suelen aparecer en la superficie horizontal de la roca, a ras de suelo, siempre en afloramientos naturales de pizarra o esquisto. En la mayor parte de los casos, los temas representados son geométricos o lineales, si bien aparecen también, con cierta profusión, algunos elementos figurativos, como herraduras, representaciones de huellas de pies humanos calzados, herramientas agrícolas (hoces, podones) y armas (espadas, cuchillos, puntas de lanza), a veces de forma más excepcional figuras antropomorfas esquemáticas.

## Economía

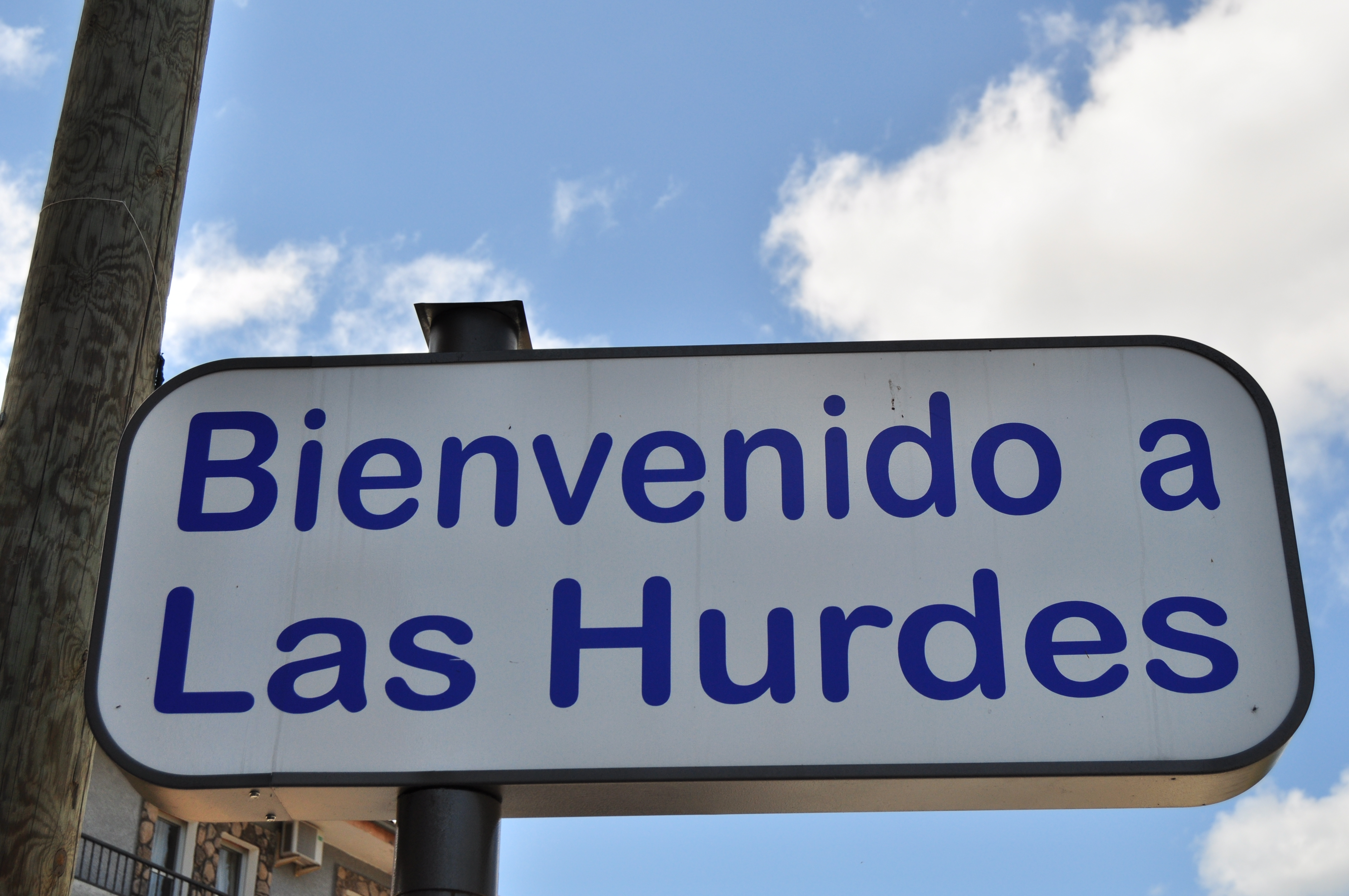
Cartel de bienvenida a la comarca en Riomalo de Abajo

Históricamente ha sido una comarca aislada de su entorno y de difíciles condiciones económicas para sus habitantes, pero se basa en el autoabastecimiento a través de pequeños cultivos de varios tipos. La población se distribuye en pequeños pueblos de 100 a 400 habitantes y en algunas alquerías. La economía tradicional de Las Hurdes se ha basado en los productos naturales del lugar: miel, olivo, patatas, cereales, corcho, carbón de brezo, etc. En la actualidad, la economía comarcal ha mejorado notablemente. El turismo rural está cobrando cada vez más importancia.